# ویلیام مک‌مان
ویلیام مک‌مان (زاده ۲۳ فوریه ۱۹۰۸ – درگذشته ۳۱ مارس ۱۹۸۸) سیاستمدار استرالیایی و بیستمین نخست وزیر استرالیا از ۱۰ مارس ۱۹۷۱
تا ۵ دسامبر ۱۹۷۲ بود.